# Vuelta a Colombia 2016
La 66.ª edición de la competición ciclista Vuelta a Colombia (nombre oficial Vuelta a Colombia «¡Infraestructura en Marcha!»), se celebró en Colombia entre el 13 y el 26 de junio de 2016 sobre un recorrido de 1742,8 kilómetros. 
Comenzó en el municipio de Turbaco en el departamento de Bolívar, muy cerca de Cartagena de Indias, la vuelta pasó también por 12 departamentos del país transitando por 20 puertos (3 de categoría especial, 3 de primera, 3 de segunda y 11 de tercera), donde también se incluyeron la tradicional cronoescalada en el Alto de Las Palmas y también con jornadas planas con llegadas en Montería, Caucasia y Bello,  y finalizando en el departamento de Boyacá sobre la ciudad de Tunja.
La prueba hizo parte del UCI America Tour 2016 dentro de la categoría 2.2 (última categoría de estos circuitos).
La carrera fue ganada por el corredor paisa Mauricio Ortega del equipo amateur Super Giros-Redetrans, en segundo lugar Óscar Sevilla (EPM Tigo - Une Área Metropolitana) y en tercer lugar Alex Cano (Aguardiente Antioqueño-Lotería de Medellín).

## Equipos participantes
Tomaron parte en la carrera 20 equipos: 7 de categoría Continental, 12 de categoría amateur y una selección nacional invitada por la organización. Formando así un pelotón de 156 ciclistas de los que acabaron 105. Los equipos participantes fueron:
| Equipo                                     | Cód. UCI | Categoría          |
| ------------------------------------------ | -------- | ------------------ |
| Boyacá Raza De Campeones                   | BRC      | Continental        |
| EPM Tigo - Une Área Metropolitana          | EPM      | Continental        |
| GW Shimano                                 | GWS      | Continental        |
| Manzana Postobón Team                      | MZN      | Continental        |
| Movistar Team                              | MOT      | Continental        |
| Strongman Campagnolo Wilier                | SCQ      | Continental        |
| Team Jamis                                 | JAM      | Continental        |
| Autolarte-Rionegro                         |          | Aficionado         |
| Coldeportes-Claro                          |          | Aficionado         |
| EBSA-Empresa de Energía Boyacá             |          | Aficionado         |
| Fuerzas Armadas-Ejército Nacional          |          | Aficionado         |
| Indeportes-IMRD Cota                       |          | Aficionado         |
| Multi repuestos Bosa-Carnaval de Pollo     |          | Aficionado         |
| Mundial Tornillos-Pijaos                   |          | Aficionado         |
| Aguardiente Antioqueño-Lotería de Medellín |          | Aficionado         |
| Pinturas Bler Team-Colpatria               |          | Aficionado         |
| Sogamoso-Argos                             |          | Aficionado         |
| Super Giros-Redetrans                      |          | Aficionado         |
| Team Sonora-Dimonex                        |          | Aficionado         |
| Team Rwanda                                |          | Selección nacional |

## Etapas
La Vuelta a Colombia dispuso de 13 etapas para un recorrido total de 1819 kilómetros.
| Etapa      | Fecha      | Recorrido                       | type                    | Distancia (km) | Ganador               | Líder           |
| ---------- | ---------- | ------------------------------- | ----------------------- | -------------- | --------------------- | --------------- |
| 1.ª etapa  | 13 de jun  | Turbaco – Arjona                | contrarreloj individual | 11,3           | Óscar Sevilla         | Óscar Sevilla   |
| 2.ª etapa  | 14 de jun  | Cartagena de Indias             | etapa escarpada         | 128,6          | Fabio Montenegro      | Óscar Sevilla   |
| 3.ª etapa  | 15 de jun  | Sincelejo – Montería            | etapa llana             | 126,8          | Lucas Sebastián Haedo | Óscar Sevilla   |
| 4.ª etapa  | 16 de jun  | Montería – Caucasia             | etapa llana             | 118,6          | Juan Sebastián Molano | Óscar Sevilla   |
| 5.ª etapa  | 17 de jun  | Yarumal – Bello                 | etapa de media montaña  | 113,5          | Lucas Sebastián Haedo | Óscar Sevilla   |
| 6.ª etapa  | 18 de jun  | Medellín – Alto de Las Palmas   | cronoescalada           | 17             | Mauricio Ortega       | Óscar Sevilla   |
| 7.ª etapa  | 19 de jun  | Caldas – Manizales              | etapa de montaña        | 183,1          | Mauricio Ortega       | Mauricio Ortega |
|            | 20 de jun. | Día de descanso                 | Día de descanso         |                |                       |                 |
| 8.ª etapa  | 21 de jun  | Manizales – Santa Rosa de Cabal | etapa escarpada         | 124,9          | Frank Osorio          | Mauricio Ortega |
| 9.ª etapa  | 22 de jun  | Pereira – Santiago de Cali      | etapa llana             | 214,8          | Jairo Cano Salas      | Mauricio Ortega |
| 10.ª etapa | 23 de jun  | Buga – Salento                  | etapa de media montaña  | 143            | Cristhian Montoya     | Mauricio Ortega |
| 11.ª etapa | 24 de jun  | Salento – Ibagué                | etapa de montaña        | 169            | Alexis Camacho        | Mauricio Ortega |
| 12.ª etapa | 25 de jun  | Ibagué – Cota                   | etapa llana             | 218,6          | Juan Pablo Suárez     | Mauricio Ortega |
| 13.ª etapa | 26 de jun  | Sopó – Tunja                    | etapa escarpada         | 173,6          | Wilson Marentes       | Mauricio Ortega |

## Clasificaciones finales
- Las clasificaciones finalizaron de la siguiente forma:[7]

### Clasificación general
| \| Clasificación general \| Clasificación general \| Clasificación general \| Clasificación general \| Clasificación general \| \| Ciclista \| Ciclista \| Equipo \| Tiempo \| \| \| --------------------- \| -------------------------- \| ------------------------------------------ \| --------------------- \| --------------------- \| \| 1.º \| Mauricio Ortega \| Supergiros-Redetrans \| 41 h 44 min 00 s \| \| \| 2.º \| Óscar Sevilla \| EPM-Tigo-Une-Área Metropolitana \| + 2 s \| \| \| 3.º \| Alex Cano \| Aguardiente Antioqueño-Lotería de Medellín \| + 1 min 05 s \| \| \| 4.º \| Fabio Duarte \| EPM-Tigo-Une-Área Metropolitana \| + 3 min 20 s \| \| \| 5.º \| Alejandro Ramírez Calderón \| Coldeportes-Claro \| + 3 min 47 s \| \| \| 6.º \| Luis Felipe Laverde \| Coldeportes-Claro \| + 4 min 08 s \| \| \| 7.º \| Óscar Javier Rivera \| EBSA Empresa de Energía Boyacá \| + 4 min 33 s \| \| \| 8.º \| Alexis Camacho \| GW Shimano \| + 4 min 39 s \| \| \| 9.º \| Camilo Andrés Gómez \| Coldeportes-Claro \| + 6 min 40 s \| \| \| 10.º \| Aldemar Reyes Ortega \| Manzana Postobón \| + 11 min 54 s \| \| |                            |                                            |                  |
| |                            |                                            |                  |
| |                            |                                            |                  |
| Clasificación general |                            |                                            |                  |
| Ciclista | Ciclista                   | Equipo                                     | Tiempo           |
| 1.º | Mauricio Ortega            | Supergiros-Redetrans                       | 41 h 44 min 00 s |
| 2.º | Óscar Sevilla              | EPM-Tigo-Une-Área Metropolitana            | + 2 s            |
| 3.º | Alex Cano                  | Aguardiente Antioqueño-Lotería de Medellín | + 1 min 05 s     |
| 4.º | Fabio Duarte               | EPM-Tigo-Une-Área Metropolitana            | + 3 min 20 s     |
| 5.º | Alejandro Ramírez Calderón | Coldeportes-Claro                          | + 3 min 47 s     |
| 6.º | Luis Felipe Laverde        | Coldeportes-Claro                          | + 4 min 08 s     |
| 7.º | Óscar Javier Rivera        | EBSA Empresa de Energía Boyacá             | + 4 min 33 s     |
| 8.º | Alexis Camacho             | GW Shimano                                 | + 4 min 39 s     |
| 9.º | Camilo Andrés Gómez        | Coldeportes-Claro                          | + 6 min 40 s     |
| 10.º | Aldemar Reyes Ortega       | Manzana Postobón                           | + 11 min 54 s    |

### Clasificación de la montaña
| Clasificación de la montaña |                  |                                   |        |
| Ciclista                    | Ciclista         | Equipo                            | Puntos |
| --------------------------- | ---------------- | --------------------------------- | ------ |
| 1.º                         | Mauricio Ortega  | Super Giros-Redetrans             | 45     |
| 2.º                         | Fabio Montenegro | Mundial Tornillos-Pijaos          | 22     |
| 3.º                         | Óscar Sevilla    | EPM Tigo - Une Área Metropolitana | 18     |

### Clasificación por puntos
| Clasificación por puntos |                 |                                            |        |
| Ciclista                 | Ciclista        | Equipo                                     | Puntos |
| ------------------------ | --------------- | ------------------------------------------ | ------ |
| 1.º                      | Óscar Sevilla   | EPM Tigo - Une Área Metropolitana          | 82     |
| 2.º                      | Álex Cano       | Aguardiente Antioqueño-Lotería de Medellín | 59     |
| 3.º                      | Mauricio Ortega | Super Giros-Redetrans                      | 51     |

### Clasificación de las metas volantes
| Clasificación de las metas volantes |                       |                                            |        |
| Ciclista                            | Ciclista              | Equipo                                     | Puntos |
| ----------------------------------- | --------------------- | ------------------------------------------ | ------ |
| 1.º                                 | Steven Cuesta         | Indeportes-IMRD Cota                       | 45     |
| 2.º                                 | Jairo Cano            | Aguardiente Antioqueño-Lotería de Medellín | 34     |
| 3.º                                 | Edwin Albeiro Sánchez | Movistar Team América                      | 26     |

### Clasificación de los jóvenes
| Clasificación de los jóvenes |                        |                       |                  |
| Ciclista                     | Ciclista               | Equipo                | Tiempo           |
| ---------------------------- | ---------------------- | --------------------- | ---------------- |
| 1.º                          | Aldemar Reyes          | Manzana Postobón Team | 41 h 55 min 54 s |
| 2.º                          | Hernán Ricardo Aguirre | Manzana Postobón Team | + 15 min 48 s    |
| 3.º                          | Wilmar Paredes         | Manzana Postobón Team | + 52 min 16 s    |

### Clasificación por equipos
| Clasificación por equipos |                                            |                   |
| Equipo                    | Equipo                                     | Tiempo            |
| ------------------------- | ------------------------------------------ | ----------------- |
| 1.º                       | Coldeportes-Claro                          | 125 h 20 min 26 s |
| 2.º                       | EPM Tigo - Une Área Metropolitana          | + 5 min 34 s      |
| 3.º                       | Aguardiente Antioqueño-Lotería de Medellín | + 15 min 25 s     |

## Evolución de las clasificaciones
| Etapa                   | Vencedor                | Clasificación general | Clasificación de la montaña | Clasificación por puntos | Clasificación de las metas volantes | Clasificación de los jóvenes | Clasificación por equipos                  |
| ----------------------- | ----------------------- | --------------------- | --------------------------- | ------------------------ | ----------------------------------- | ---------------------------- | ------------------------------------------ |
| 1.ª                     | Óscar Sevilla           | Óscar Sevilla         | Juan Pablo Rendón           | Óscar Sevilla            | Janier Acevedo                      | Juan Felipe Osorio           | EPM Tigo - Une Área Metropolitana          |
| 2.ª                     | Fabio Montenegro        | Óscar Sevilla         | Fabio Montenegro            | Óscar Sevilla            | Carlos Quintero (ciclista)          | Aldemar Reyes Ortega         | Aguardiente Antioqueño-Lotería de Medellín |
| 3.ª                     | Lucas Sebastián Haedo)  | Óscar Sevilla         | Fabio Montenegro            | Óscar Sevilla            | Carlos Quintero (ciclista)          | Aldemar Reyes Ortega         | Aguardiente Antioqueño-Lotería de Medellín |
| 4.ª                     | Juan Sebastián Molano   | Óscar Sevilla         | Fabio Montenegro            | Óscar Sevilla            | Cristian Camilo Torres              | Aldemar Reyes Ortega         | Aguardiente Antioqueño-Lotería de Medellín |
| 5.ª                     | Lucas Sebastián Haedo   | Óscar Sevilla         | Fabio Montenegro            | Lucas Sebastián Haedo    | Cristian Camilo Torres              | Aldemar Reyes Ortega         | Aguardiente Antioqueño-Lotería de Medellín |
| 6.ª                     | Mauricio Ortega         | Óscar Sevilla         | Mauricio Ortega             | Lucas Sebastián Haedo    | Cristian Camilo Torres              | Aldemar Reyes Ortega         | Aguardiente Antioqueño-Lotería de Medellín |
| 7.ª                     | Mauricio Ortega         | Mauricio Ortega       | Mauricio Ortega             | Óscar Sevilla            | Cristian Camilo Torres              | Aldemar Reyes Ortega         | Aguardiente Antioqueño-Lotería de Medellín |
| 8.ª                     | Frank Osorio            | Mauricio Ortega       | Mauricio Ortega             | Óscar Sevilla            | Cristian Camilo Torres              | Aldemar Reyes Ortega         | Aguardiente Antioqueño-Lotería de Medellín |
| 9.ª                     | Jairo Cano Salas        | Mauricio Ortega       | Mauricio Ortega             | Óscar Sevilla            | Steven Manuel Cuesta                | Aldemar Reyes Ortega         | Aguardiente Antioqueño-Lotería de Medellín |
| 10.ª                    | Cristhian Montoya       | Mauricio Ortega       | Mauricio Ortega             | Óscar Sevilla            | Steven Manuel Cuesta                | Aldemar Reyes Ortega         | Aguardiente Antioqueño-Lotería de Medellín |
| 11.ª                    | Alexis Camacho          | Mauricio Ortega       | Mauricio Ortega             | Óscar Sevilla            | Steven Manuel Cuesta                | Aldemar Reyes Ortega         | Coldeportes-Claro                          |
| 12.ª                    | Juan Pablo Suárez       | Mauricio Ortega       | Mauricio Ortega             | Óscar Sevilla            | Steven Manuel Cuesta                | Aldemar Reyes Ortega         | Coldeportes-Claro                          |
| 13.ª                    | Wilson Marentes         | Mauricio Ortega       | Mauricio Ortega             | Óscar Sevilla            | Steven Manuel Cuesta                | Aldemar Reyes Ortega         | Coldeportes-Claro                          |
| Clasificaciones finales | Clasificaciones finales | Mauricio Ortega       | Mauricio Ortega             | Óscar Sevilla            | Steven Manuel Cuesta                | Aldemar Reyes Ortega         | Coldeportes-Claro                          |

## UCI America Tour
La Vuelta a Colombia otorga puntos para el UCI America Tour 2016 para corredores de equipos en las categorías UCI ProTeam, Profesional Continental y Equipos Continentales. La siguiente tabla corresponde al baremo de puntuación:
| Posición   | 1.º | 2.º | 3.º | 4.º | 5.º | 6.º | 7.º | 8.º | 9.º | 10.º |
| Puntuación | 40  | 30  | 25  | 20  | 15  | 10  | 5   | 3   | 3   | 3    |

| Clasificación |                      |                                            |        |
| Posición      | Ciclista             | Equipo                                     | Puntos |
| ------------- | -------------------- | ------------------------------------------ | ------ |
| 1.º           | Mauricio Ortega      | Super Giros-Redetrans                      | 40     |
| 2.º           | Óscar Sevilla        | EPM Tigo - Une Área Metropolitana          | 30     |
| 3.º           | Alex Cano            | Aguardiente Antioqueño-Lotería de Medellín | 25     |
| 4.º           | Fabio Duarte         | EPM Tigo - Une Área Metropolitana          | 20     |
| 5.º           | Alejandro Ramírez    | Coldeportes-Claro                          | 15     |
| 6.º           | Luis Laverde         | Coldeportes-Claro                          | 10     |
| 7.º           | Óscar Javier Rivera  | EBSA-Empresa de Energía Boyacá             | 5      |
| 8.º           | Alexis Camacho       | GW Shimano                                 | 3      |
| 9.º           | Camilo Gómez         | Coldeportes-Claro                          | 3      |
| 10.º          | Aldemar Reyes Ortega | Manzana Postobón Team                      | 3      |

Además, también otorgó puntos para el UCI World Ranking (clasificación global de todas las carreras internacionales).
| Posición              | 1º | 2º | 3º | 4º | 5º | 6º | 7º | 8º | 9º | 10º |
| Clasificación general | 40 | 30 | 25 | 20 | 15 | 10 | 5  | 3  | 3  | 3   |
| Por etapa             | 7  | 3  | 1  |    |    |    |    |    |    |     |
| Líder                 | 1  |    |    |    |    |    |    |    |    |     |

| Clasificación |                      |                                            |         |       |       |       |
| Posición      | Ciclista             | Equipo                                     | General | Etapa | Líder | Total |
| ------------- | -------------------- | ------------------------------------------ | ------- | ----- | ----- | ----- |
| 1.º           | Mauricio Ortega      | Super Giros-Redetrans                      | 40      | 14    | 7     | 61    |
| 2.º           | Óscar Sevilla        | EPM Tigo - Une Área Metropolitana          | 30      | 15    | 6     | 51    |
| 3.º           | Alex Cano            | Aguardiente Antioqueño-Lotería de Medellín | 25      | 3     | -     | 28    |
| 4.º           | Fabio Duarte         | EPM Tigo - Une Área Metropolitana          | 20      | 3     | -     | 23    |
| 5.º           | Alejandro Ramírez    | Coldeportes-Claro                          | 15      | 3     | -     | 18    |
| 6.º           | Luis Laverde         | Coldeportes-Claro                          | 10      | 1     | -     | 11    |
| 7.º           | Alexis Camacho       | GW Shimano                                 | 3       | 7     | -     | 10    |
| 8.º           | Óscar Javier Rivera  | EBSA-Empresa de Energía Boyacá             | 5       | -     | -     | 5     |
| 9.º           | Aldemar Reyes Ortega | Manzana Postobón Team                      | 3       | 1     |       | 4     |
| 10.º          | Camilo Gómez         | Coldeportes-Claro                          | 3       | -     | -     | 3     |